# Pseudoxestia
Pseudoxestia là một chi bướm đêm thuộc họ Noctuidae.